# Trachylepis binotata
Trachylepis binotata (овабмолендська мабуя) — вид сцинкоподібних ящірок родини сцинкових (Scincidae). Мешкає в Анголі і Намібії.

## Поширення і екологія
Овамболенські мабуї мешкають в південній і центральній Анголі та на північному заході Намібії. Вони живуть в мопанових саванах, трапляються на деревах та серед валунів і скель. Зустрічаються на висоті від 10 до 1600 м над рівнем моря.